# Kuivajärvi (sjö i S:t Michel, Södra Savolax)
Kuivajärvi är en sjö i kommunen S:t Michel i landskapet Södra Savolax i Finland. Sjön ligger 87,2 meter över havet. Arean är 1,72 kvadratkilometer och strandlinjen är 16,75 kilometer lång. Sjön  ingår i Vuoksens huvudavrinningsområde.   Den ligger omkring 42 kilometer söder om S:t Michel och omkring 180 kilometer nordöst om Helsingfors. 
I sjön finns öarna Lintusaari, Verkkosaari och Kuljusaari. 